# Piero Portalupi
Piero Portalupi (* 19. Oktober 1913 in Arquata Scrivia, Italien; † 28. Juni 1971 in Genua, Italien) war ein italienischer Kameramann.

## Leben und Wirken
Portalupi wurde in der Nähe von Genua geboren und wuchs dort auch auf. Er ließ sich in den 1930er Jahren zum Ingenieur ausbilden und in Rom am Centro Sperimentale di Cinematografia zum Kameramann fortbilden. Am Vorabend des Zweiten Weltkriegs begann Portalupi seine aktive Filmarbeit, seit dem ersten Kriegswinter 1939/40 zeichnete er als Chefkameramann verantwortlich. Infolge der alliierten Invasion in Italien ab 1943 konnte Portalupi rund drei Jahre nicht mehr als Kameramann arbeiten und nahm erst 1946 seine filmische Tätigkeit wieder auf. Kurz darauf (1948) erhielt er das Silberne Band für seine Kameraleistung zu dem 1947 uraufgeführten Film Preludio d’amore. Ein Jahr später begleitete Portalupi den Schauspieler Aldo Fabrizi kurzzeitig zu Dreharbeiten nach Argentinien. Mit seiner Fotografie zu Luchino Viscontis Bellissima mit einer vor Temperament übersprudelnden Anna Magnani in der Hauptrolle war Portalupi an einem der bekanntesten Kinofilme seines Landes der 1950er Jahre beteiligt. Bereits im Jahr darauf begann die zweite, nunmehr überwiegend englischsprachige Karriere des Genuesers.
Als einer der wenigen italienischen englischsprachigen Filmschaffenden in der frühen Nachkriegszeit wurde Piero Portalupi auch mehrfach für in Cinecittà entstandene Hollywood-Produktionen herangezogen. Bei ambitionierten Großproduktionen wie Ein Herz und eine Krone, Ben Hur, Cleopatra, Der Kardinal und Michelangelo – Inferno und Ekstase diente er entweder als einfacher Kameramann oder als Second-Unit-Cheffotograf, bei einigen wenigen US-Filmen, darunter In einem anderen Land, Franz von Assisi, Die Platinbande und Jedes Kartenhaus zerbricht war er sogar als (Co-)Chefkameramann beteiligt. 1968 stand Portalupi bei dem von Jean Negulesco im Iran gedrehten, international besetzten Abenteuerfilm Die schmutzigen Helden von Yucca hinter der Kamera, wenige Jahre darauf auch bei der international produzierten Abenteuerfilmkomödie Ein Kerl zum Pferdestehlen mit Yul Brynner in der Titelrolle. Dies sollte Portalupis letzter Kinofilm werden. Der Kameramann starb, nachdem er für das US-Fernsehen den Liebesfilm Magic Carpet abgedreht hatte, im Alter von 57 Jahren.

## Filmografie (Auswahl)
- 1940: Incanto di mezzanotte
- 1940: Leggenda azzurra
- 1942: Luisa Sanfelice
- 1946: Montecassino
- 1946: Stürme der Leidenschaft (Furia)
- 1947: Gente del Po (Dokumentarfilm)
- 1947: Preludio d'amore
- 1948: Emigrantes
- 1949: Rondini in volo
- 1949: Altura
- 1950: Kein Frieden unter den Olivenbäumen (Non c'è pace tra gli ulivi)
- 1950: Toselli-Serenade (Romanzo d'amore)
- 1951: Bellissima
- 1952: Mädchen ohne Moral (Fanciulle di lusso)
- 1953: Aida
- 1954: Karussell Neapel (Carosello napoletano)
- 1955: Treu bis in den Tod (Andrea Chénier)
- 1956: Frauen und Wölfe (Uomini e lupi)
- 1957: In einem anderen Land (A Farewell to Arms)
- 1959: Karthago in Flammen (Cartagine in fiamme)
- 1960: Aufstand der Legionen (Salambò)
- 1960: Il relitto
- 1961: Franz von Assisi (Francis of Assisi)
- 1962: Jessica
- 1965: Johannes XXIII. : Und es kam ein Mensch (E venne un uomo) (Dokumentarfilm)
- 1966: Die Platinbande (The Biggest Bundle of Them All)
- 1967: Jedes Kartenhaus zerbricht (House of Cards)
- 1969: Storia di una donna
- 1970: Die schmutzigen Helden von Yucca (The Invincible Six)
- 1970: The Statue
- 1971: Ein Kerl zum Pferdestehlen (Il romanzo di un ladro di cavalli)
- 1971: Magic Capet (Fernsehfilm)